# Železnice (hrad)
Železnice (též Isenberk) je pravěké a raně středověké hradiště a zaniklý vrcholně středověký hrad u stejnojmenného města v okrese Jičín v Královéhradeckém kraji. Těžbou kamene poškozené pozůstatky staveb se nachází na vrchu Železný na jižním okraji města.

## Historie
Vrch Železný byl poprvé opevněn v mladší době bronzové a druhé hradiště bylo na stejném místě postaveno v době hradištní. Plocha vnější části hradiště měří asi 1,3 hektaru a vnitřní část, zcela zničená při výstavbě vrcholně středověkého hradu nedosahuje ani půl hektaru.
Vrcholně středověký hrad byl založen nejspíše ve třináctém století. Je spojován s rodem pánů ze Železnice, jejichž předkem byl ve dvanáctém století Čéč z Isenberka. Držitelem hradu mohl být Ratibor ze Železnice připomínaný roku 1318. Jeho příbuzní ve čtrnáctém století sídlili spíše na Bradlci a železnický hrad v té době zanikl.

## Stavební podoba
Vrchol kopce s pozůstatky hradu je těžce poškozen těžbou kamene. Hrad býval nejspíše jednodílný a měl kapkovitý půdorys. Z hradního jádra se dochovala jen jižní část s pozměněným povrchem. Jádro chránil příkop, v dochované podobě hluboký 1,7 metru, a asi 3,5 metru vysoký val. 